# Королевство Ирландия
Короле́вство Ирла́ндия (ирл. Ríocht na hÉireann; англ. Kingdom of Ireland) — ирландское государство, которое существовало с 1542 по 1800 год и занимало весь остров Ирландия. 1 января 1801 года Ирландия и Великобритания объединились, создав Соединённое Королевство Великобритании и Ирландии.

## Провозглашение королевства
В соответствии с Актом Короны Ирландии, утверждённым Ирландским парламентом в 1542 году, Ирландия становилась королевством, а король Англии Генрих VIII, носивший до этого, как и его предшественники, титул лорда Ирландии, провозглашался ирландским королём, первым с 1169 года. Прекращало своё существование Лордство Ирландии, созданное в 1171 году после завоевания Ирландии Генрихом II, благословлённым на это папской буллой Laudabiliter, изданной в 1155 году папой Адрианом IV.

## Управление государством

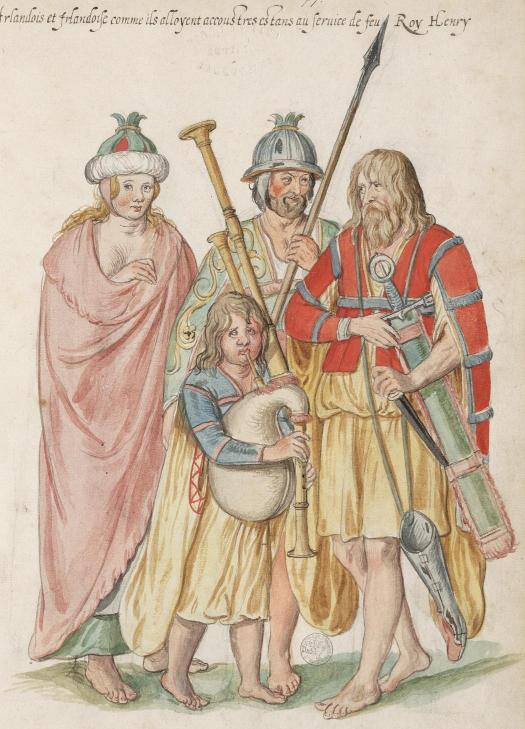
Ирландцы на службе у короля Генриха VIII. Акварель из «Всемирного театра старинной и современной моды» Лукаса де Хере (1575).

Главой государства являлся английский монарх. Главой исполнительной власти и представителем английского короля был Лорд-Представитель, впоследствии Лорд-Лейтенант. На эту должность назначались как правило знатные английские дворяне, хотя несколько раз это место занимали и ирландцы. В XVIII веке значение этого поста стало уменьшаться и ведущую роль стал исполнять Генеральный Секретарь Ирландии. Законодательным органом Королевства Ирландия являлся двухпалатный парламент, созданный по английскому образцу и состоявший из палаты Лордов и палаты Общин. Полномочия парламента Ирландии были существенным образом ограничены целым рядом законодательных актов, главным образом — Актом Пойнинга, предложенным Лордом-Представителем Эдуардом Пойнингом в 1492 году, после окончания войн Алой и Белой розы.
С 1693 года католики, а также представители таких ветвей протестантизма, как баптизм, пресвитерианство и методизм не допускались в состав парламента, а их права были в значительной мере ограничены серией законов, с 1728 по 1793 годы они даже не имели избирательных прав.